# Spirit of Nuff...Nuff
Spirit of Nuff...Nuff ist ein Jazzalbum von Henry Threadgill Very Very Circus. Die am 19., 20. und 21. November 1990 in den RPM Sound Studios, New York City, entstandenen Aufnahmen erschienen 1991 auf Black Saint.

## Hintergrund
Spirit of Nuff...Nuff war das Debüt von Threadgills Band Very Very Circus, dem Nachfolgeprojekts seines Sextetts der 1980er-Jahre, dem u. a. Frank Lacy, Rasul Siddik, Fred Hopkins, Diedre Murray und Pheeroan AkLaff angehört hatten. Das Album enthält sieben von Threadgills Kompositionen, die Threadgill mit seiner Band aufnahm, in der Curtis Fowlkes, Brandon Ross, Masujaa, Marcus Rojas, Edwin Rodríguez und Gene Lake spielten. 1995 folgte das zweite Album der Band, Carry the Day.

## Titelliste
- Henry Threadgill Very Very Circus: Spirit of Nuff...Nuff (Black Saint 120 134-1)[1]

1. Hope A Hope A	7:40
2. Unrealistic Love	10:39
3. Drivin’ You Slow and Crazy	10:29
4. Bee Dee Aff	9:28
5. First Church of This	8:04
6. Exacto	5:02
7. In The Ring	6:48

Die Kompositionen stammen von Henry Threadgill.

## Rezeption
Stephen Cook verlieh dem Album in Allmusic vier Sterne und schrieb, Henry Threadgill habe mit einer Besetzung mit zwei Tubas, zwei Gitarren, Posaune und Schlagzeug, die er Very Very Circus nennt, erneut die Richtung geändert. Threadgills vielschichtige, eigenwillige Kompositionen seien immer noch im Überfluss vorhanden, aber wie man es von einer Frontline wie dieser erwarten würde, sei der Sound dunkler und dichter als bei früheren Veröffentlichungen. Dieses Album sei ein weiterer exzellenter Beitrag von einem der progressivsten und originellsten Künstler des Jazz.
Richard Cook und Brian Morton zeichneten das Album mit dreieinhalb Sternen aus und schrieben in der sechsten Auflage des Penguin Guide to Jazz, Threadgills Very Very Circus scheine der Höhepunkt eines Zyklus in seinem Werk zu sein. Auf Spirit of Nuff...Nuff setze er die Band in einer Weise ein, die an Experimente mit Strukturen und freier Improvisation der 1960er Jahre erinnere, aber mit viel mehr Disziplin. Die Arrangements seien durchweg erfinderisch, aber es werde anscheinend immer deutlicher, dass Threadgill, ebenso wie auch Anthony Braxton, mit einer mehr oder weniger konventionellen Jazz-Instrumentation fast an die Grenzen seiner Möglichkeiten gestoßen sei.